# شركة سيجما
شركة سيجما (株式会社 シ グ マ ، Kabushiki-gaisha Shiguma) هي شركة يابانية تصنع الكاميرات والعدسات والفلاش وغيرها من ملحقات التصوير الفوتوغرافي. يتم إنتاج جميع منتجات (Sigma) في مصنع أيزو الخاص بالشركة في بانداي ، فوكوشيما ، اليابان. على الرغم من أن سيجما تنتج العديد من موديلات الكاميرات ، إلا أن الشركة تشتهر بإنتاج عدسات عالية الجودة وغيرها من الملحقات المتوافقة مع الكاميرات التي تنتجها الشركات الأخرى.  تأسست الشركة في عام 1961 على يد ميتشيرو ياماكي ، الذي كان الرئيس التنفيذي لشركة سيجما حتى وفاته عن عمر يناهز 78 عامًا في عام 2012.  تعمل منتجات سيجما مع الكاميرات من كانون ونيكون وبينتاكس وسوني وأليمبوس وباناسونيك ، بالإضافة إلى الكاميرات الخاصة بها. صنعت سيجما أيضًا عدسات تحمل اسم كوانتراي ، والتي تم بيعها حصريًا بواسطة كاميرا ريتز . وبالمثل ، تم بيع عدسات سيجما حصريًا بواسطة كاميرا ولف السابقة ، ولكن بعد اندماج ولف و ريتز ، يمكن شراء كلا العلامتين التجاريتين. تعد كاميرات SLR الرقمية من سيجما و SD9 و SD10 و SD14 و SD15 بالإضافة إلى أحدث SD1 غير عادية في استخدامها لمستشعر الصور Foveon X3. تستخدم كاميرات الشركة التي لا تحتوي على مرايا ، Sigma SD Quattro و SD Quattro H ، مستشعر Foveon Quattro ، وهو إصدار محدث من Foveon X3. كلها تستخدم حامل العدسة SA. تستخدم سلسلة Sigma DP من كاميرات P&S المدمجة المتطورة أيضًا مستشعر Foveon Quattro ، والذي يمنحها مستشعرًا أكبر بكثير من الكاميرات الأخرى من هذا النوع. في سبتمبر 2018 ، أصبحت سيجما أحد الأعضاء المؤسسين لتحالف L-Mount ؛ أعلنت أنها ستتوقف عن تطوير كاميرات SA-mount وبدلاً من ذلك تستخدم Leica's L-Mount. تم إطلاق كاميرا جديدة كاملة الإطار غير مزودة بمرآة ، Sigma FP ، في عام 2019 جنبًا إلى جنب مع مجموعة من عدسات L-Mount والمحولات.  سيجما هي أكبر شركة مصنعة للعدسات المستقلة في العالم وهي شركة مملوكة للعائلة.